# Куернавака (Куернавака, Морелос)
Куернавака (шп. Cuernavaca) насеље је у Мексику у савезној држави Морелос у општини Куернавака. Насеље се налази на надморској висини од 1511 м.

## Становништво
Према подацима из 2010. године у насељу је живело 338650 становника.

### Хронологија
| Година       | 2000                     | 2005                     | 2010                     |
| ------------ | ------------------------ | ------------------------ | ------------------------ |
| Становништво | 327162 (155030 / 172132) | 332197 (157028 / 175169) | 338650 (159999 / 178651) |

### Попис
| \| \| м \| \| \| ж \| \| 0—2 \| 7.050 \| \| \| 6.848 \| \| 3—5 \| 7.781 \| \| \| 7.407 \| \| 6—11 \| 16.188 \| \| \| 15.714 \| \| 12—14 \| 8.096 \| \| \| 8.264 \| \| 15—17 \| 8.770 \| \| \| 8.885 \| \| 18—24 \| 19.807 \| \| \| 20.956 \| \| 60+ \| 17.100 \| \| \| 22.681 \| \| Просек : \| 31,4 \| \| \| 33,1 \| |        |  |  |        |
| |        |  |  |        |
| | м      |  |  | ж      |
| 0—2 | 7.050  |  |  | 6.848  |
| 3—5 | 7.781  |  |  | 7.407  |
| 6—11 | 16.188 |  |  | 15.714 |
| 12—14 | 8.096  |  |  | 8.264  |
| 15—17 | 8.770  |  |  | 8.885  |
| 18—24 | 19.807 |  |  | 20.956 |
| 60+ | 17.100 |  |  | 22.681 |
| Просек : | 31,4   |  |  | 33,1   |

| #   | Индикатор                                                                                        | Вредност |
| --- | ------------------------------------------------------------------------------------------------ | -------- |
| 1   | Становништво од 0 до 2 године                                                                    | 13898    |
| 2   | Мушко становништво од 0 до 2 године                                                              | 7050     |
| 3   | Женско становништво од 0 до 2 године                                                             | 6848     |
| 4   | Становништво са 3 и више година                                                                  | 311017   |
| 5   | Мушко становништво са 3 и више година                                                            | 146088   |
| 6   | Женско становништво са 3 и више година                                                           | 164929   |
| 7   | Становништво са 5 и више година                                                                  | 300990   |
| 8   | Мушко становништво са 5 и више година                                                            | 140940   |
| 9   | Женско становништво са 5 и више година                                                           | 160050   |
| 10  | Становништво са 12 и више година                                                                 | 263927   |
| 11  | Мушко становништво са 12 и више година                                                           | 122119   |
| 12  | Женско становништво са 12 и више година                                                          | 141808   |
| 13  | Становништво са 15 и више година                                                                 | 247567   |
| 14  | Мушко становништво са 15 и више година                                                           | 114023   |
| 15  | Женско становништво са 15 и више година                                                          | 133544   |
| 16  | Становништво са 18 и више година                                                                 | 229912   |
| 17  | Мушко становништво са 18 и више година                                                           | 105253   |
| 18  | Женско становништво са 18 и више година                                                          | 124659   |
| 19  | Становништво од 3 до 5 година                                                                    | 15188    |
| 20  | Мушко становништво од 3 до 5 година                                                              | 7781     |
| 21  | Женско становништво од 3 до 5 година                                                             | 7407     |
| 22  | Становништво од 6 до 11 година                                                                   | 31902    |
| 23  | Мушко становништво од 6 до 11 година                                                             | 16188    |
| 24  | Женско становништво од 6 до 11 година                                                            | 15714    |
| 25  | Становништво од 8 до 14 година                                                                   | 38005    |
| 26  | Мушко становништво од 8 до 14 година                                                             | 19117    |
| 27  | Женско становништво од 8 до 14 година                                                            | 18888    |
| 28  | Становништво од 12 до 14 година                                                                  | 16360    |
| 29  | Мушко становништво од 12 до 14 година                                                            | 8096     |
| 30  | Женско становништво од 12 до 14 година                                                           | 8264     |
| 31  | Становништво од 15 до 17 година                                                                  | 17655    |
| 32  | Мушко становништво од 15 до 17 година                                                            | 8770     |
| 33  | Женско становништво од 15 до 17 година                                                           | 8885     |
| 34  | Становништво од 18 до 24 године                                                                  | 40763    |
| 35  | Мушко становништво од 18 до 24 године                                                            | 19807    |
| 36  | Женско становништво од 18 до 24 године                                                           | 20956    |
| 37  | Женско становништво од 15 до 49 година                                                           | 92883    |
| 38  | Становништво са 60 и више година                                                                 | 39781    |
| 39  | Мушко становништво са 60 и више година                                                           | 17100    |
| 40  | Женско становништво са 60 и више година                                                          | 22681    |
| 41  | Однос између мушкараца и жена                                                                    | 89.56    |
| 42  | Становништво од нуле до 14 година                                                                | 77348    |
| 43  | Становништво од 15 до 64 године                                                                  | 220055   |
| 44  | Становништво од 65 година и више                                                                 | 27512    |
| 45  | Просечан број деце                                                                               | 1.96     |
| 46  | Становништво рођено у ентитету                                                                   | 201444   |
| 47  | Мушко становништво рођено у ентитету                                                             | 97343    |
| 48  | Женско становништво рођено у ентитету                                                            | 104101   |
| 49  | Становништво рођено у другом ентитету                                                            | 118450   |
| 50  | Мушко становништво рођено у другом ентитету                                                      | 53364    |
| 51  | Женско становништво рођено у другом ентитету                                                     | 65086    |
| 52  | Становништво од 5 година и више резидентно у ентитету у јуну 2005. године                        | 276291   |
| 53  | Мушко становништво старосног доба од 5 година и више, резидентно у ентитету у јуну 2005. године  | 128929   |
| 54  | Женско становништво старосног доба од 5 и више година, резидентно у ентитету у јуну 2005. године | 147362   |
| 55  | Становништво од 5 година и више које је живело у другом ентитету у јуну 2005. године             | 19895    |
| 56  | Мушко становништво старије од 5 година које је живело у другом ентитету у јуну 2005. године      | 9336     |
| 57  | Женско становништво старије од 5 година које је живело у другом ентитету у јуну 2005. године     | 10559    |
| 58  | Становништво од 3 године и више које говори аутохтони језик                                      | 3769     |
| 59  | Мушко становништво старо 3 године и више које говори аутохтони језик                             | 1859     |
| 60  | Женско становништво старо 3 године и више које говори аутохтони језик                            | 1910     |
| 61  | Становништво од 3 године и више које говори аутохтони језик и не говори шпански језик            | 22       |
| 62  | Мушко становништво старо 3 године и више које говори аутохтони језик и не говори шпански         | 8        |
| 63  | Женско становништво старо 3 године и више које говори аутохтони језик и не говори шпански језик  | 14       |
| 64  | Становништво старо 3 године и више које говори аутохтони језик и шпански                         | 3160     |
| 65  | Мушко становништво старо 3 године и више које говори аутохтони језик и шпански                   | 1543     |
| 66  | Женско становништво старо 3 године и више које говори аутохтони језик и шпански                  | 1617     |
| 67  | Становништво од 5 година и више које говори аутохтони језик                                      | 3736     |
| 68  | Становништво од 5 година и више које говори аутохтони језик и не говори шпански језик            | 20       |
| 69  | Становништво од 5 година и више које говори аутохтони језик и говори шпански језик               | 3142     |
| 70  | Становништво у домородачким домаћинствима                                                        | 7442     |
| 71  | Становништво са ограничењима у активностима                                                      | 15014    |
| 72  | Становништво са ограниченим ходањем или кретањем, горе или доле                                  | 8993     |
| 73  | Становници са ограничењима вида, чак и уз кориштење сочива                                       | 4131     |
| 74  | Становништво са ограничењима говора, комуникације или конверзације                               | 1309     |
| 75  | Становништво са ограниченим слухом                                                               | 1947     |
| 76  | Становништво са ограничењима при одевању, купању или јелу                                        | 1084     |
| 77  | Становништво са ограничењима у опажању или учењу једноставних ствари                             | 781      |
| 78  | Становништво са менталним ограничењима                                                           | 1472     |
| 79  | Становништво без ограничења активности                                                           | 308430   |
| 80  | Становништво од 3 до 5 година које не похађа школу                                               | 5439     |
| 81  | Мушко становништво од 3 до 5 година које не похађа школу                                         | 2809     |
| 82  | Женско становништво од 3 до 5 година које не похађа школу                                        | 2630     |
| 83  | Становништво од 6 до 11 година које не похађа школу                                              | 845      |
| 84  | Мушко становништво од 6 до 11 година које не похађа школу                                        | 449      |
| 85  | Женско становништво од 6 до 11 година које не похађа школу                                       | 396      |
| 86  | Становништво од 12 до 14 година које не похађа школу                                             | 912      |
| 87  | Мушко становништво од 12 до 14 година које не похађа школу                                       | 525      |
| 88  | Женско становништво од 12 до 14 година које не похађа школу                                      | 387      |
| 89  | Становништво од 15 до 17 година похађа школу                                                     | 13546    |
| 90  | Мушко становништво од 15 до 17 година похађа школу                                               | 6543     |
| 91  | Женско становништво између 15 и 17 година живота у школи                                         | 7003     |
| 92  | Становништво од 18 до 24 године похађа школу                                                     | 16575    |
| 93  | Мушко становништво од 18 до 24 године похађа школу                                               | 8138     |
| 94  | Женско становништво од 18 до 24 године похађа школу                                              | 8437     |
| 95  | Становништво од 8 до 14 година које не може да чита и пише                                       | 580      |
| 96  | Мушко становништво старосног доба од 8 до 14 година које не може да чита и пише                  | 324      |
| 97  | Женско становништво старосног доби од 8 до 14 година које не може да чита и пише                 | 256      |
| 98  | Становништво од 15 година и више које је неписмено                                               | 7592     |
| 99  | Мушко становништво од 15 година и више које је неписмено                                         | 2515     |
| 100 | Женско становништво од 15 година и више које је неписмено                                        | 5077     |
| 101 | Становништво старо 15 и више година без школовања                                                | 10100    |
| 102 | Мушко становништво старо 15 и више година без школовања                                          | 3697     |
| 103 | Женско становништво старо 15 и више година без школовања                                         | 6403     |
| 104 | Становништво старосног доба 15 и више година са непотпуним основним образовањем                  | 16388    |
| 105 | Мушко становништво старосног доба од 15 година и више са непотпуном основним образовањем         | 6997     |
| 106 | Женско становништво старосног доба 15 и више година са непотпуном основним образовањем           | 9391     |
| 107 | Становништво старо 15 и више година са комплетним основним образовањем                           | 26645    |
| 108 | Мушко становништво старо 15 година и више са комплетним основним образовањем                     | 11476    |
| 109 | Женско становништво старо 15 и више година са комплетним основним образовањем                    | 15169    |
| 110 | Становништво старосног доба 15 и више година са непотпуним средњим образовањем                   | 9854     |
| 111 | Мушко становништво старосног доба од 15 година и више са непотпуним средњим образовањем          | 5310     |
| 112 | Женско становништво старосног доба од 15 година и више са непотпуним средњим образовањем         | 4544     |
| 113 | Становништво старо 15 и више година са пуним секундарном образовањем                             | 49058    |
| 114 | Мушко становништво старосног доба од 15 година и више са пуним секундарном образовањем           | 23381    |
| 115 | Женско становништво старосног доба од 15 година и више са пуним секундарном образовањем          | 25677    |
| 116 | Становништво старије од 18 година са постосновним образовањем                                    | 126893   |
| 117 | Мушко становништво старије од 18 година са постосновним образовањем                              | 59651    |
| 118 | Женско становништво старије од 18 година са постосновним образовањем                             | 67242    |
| 119 | Просечна оцена школовања                                                                         | 10.63    |
| 120 | Просечан ниво образовања мушке популације                                                        | 10.87    |
| 121 | Просечан ниво образовања женског становништва                                                    | 10.41    |
| 122 | Економски активно становништво                                                                   | 151760   |
| 123 | Економски активна мушка популација                                                               | 87656    |
| 124 | Економски активна женска популација                                                              | 64104    |
| 125 | Становништво које није економски активно                                                         | 111208   |
| 126 | Мушко становништво које није економски активно                                                   | 33919    |
| 127 | Женско становништво које није економски активно                                                  | 77289    |
| 128 | Запослено становништво                                                                           | 144894   |
| 129 | Запослено мушко становништво                                                                     | 82860    |
| 130 | Запослено женско становништво                                                                    | 62034    |
| 131 | Незапослена популација                                                                           | 6866     |
| 132 | Незапослена мушка популација                                                                     | 4796     |
| 133 | Незапослена женска популација                                                                    | 2070     |
| 134 | Становништво без права на здравствене услуге                                                     | 115385   |
| 135 | Становништво које има право на здравствене услуге                                                | 208878   |
| 136 | Становништво које има право на ИМСС                                                              | 127473   |
| 137 | Становништво које има право на социјално осигурање                                               | 27209    |
| 138 | Становништво које има право на државно социјално осигурање                                       | 1063     |
| 139 | Становништво које има право на опште осигурање или здравствено осигурање за нову генерацију      | 41921    |
| 140 | Становништво које је било једном или није било у браку током 12 година и више                    | 94456    |
| 141 | Венчано или уједињено становништво од 12 година и више                                           | 134647   |
| 142 | Становништво које је било у браку или уједињено 12 година и више                                 | 34398    |
| 143 | Становништво са католичком религијом                                                             | 260124   |
| 144 | Протестанти, еванђелисти и библијски следбеници различити од еванђелиста                         | 37776    |
| 145 | Становништво са другим религијама различитим од претходних                                       | 1103     |
| 146 | Становништво без религије                                                                        | 20969    |
| 147 | Укупно пописаних домаћинства                                                                     | 91232    |
| 148 | Пописна домаћинства на челу са мушкарцима                                                        | 62791    |
| 149 | Пописна домаћинства на челу са женама                                                            | 28441    |
| 150 | Становништво у пописним домаћинствима                                                            | 323521   |
| 151 | Становништво у пописним домаћинствима на челу са мушкарцима                                      | 236324   |
| 152 | Становништво у пописним домаћинствима на челу са женама                                          | 87197    |
| 153 | Укупно домаћинстава                                                                              | 121727   |
| 154 | Укупно насељених домаћинстава                                                                    | 95819    |
| 155 | Укупно приватних кућа                                                                            | 117140   |
| 156 | Насељени приватни домови                                                                         | 91232    |
| 157 | Укупно насељених приватних кућа                                                                  | 95754    |
| 158 | Ненасељене приватне куће                                                                         | 13992    |
| 159 | Појединачна домаћинства за привремену употребу                                                   | 11916    |
| 160 | Становници у насељеним приватним кућама                                                          | 323521   |
| 161 | Насељеност станара у приватним становима                                                         | 3.55     |
| 162 | Просечно становника по соби у приватним насељеним домаћинствима                                  | 0.85     |
| 163 | Појединачна домаћинства са подовима од различитих материјала од земље                            | 89058    |
| 164 | Појединачна домаћинства у приземљу                                                               | 1645     |
| 165 | Појединачна домаћинства са једном спаваћом собом                                                 | 27832    |
| 166 | Појединачна домаћинства са две спаваће собе и више                                               | 63141    |
| 167 | Појединачна домаћинства са једним собом                                                          | 5951     |
| 168 | Појединачна домаћинства са две собе                                                              | 12038    |
| 169 | Појединачна домаћинства са 3 собе и више                                                         | 72860    |
| 170 | Појединачна домаћинства која имају електрично светло                                             | 90852    |
| 171 | Појединачна домаћинства која немају електрично светло                                            | 156      |
| 172 | Појединачна домаћинства која имају водоводну воду у стамбеном простору                           | 87896    |
| 173 | Појединачна домаћинства која немају водоводну воду у стамбеном простору                          | 2944     |
| 174 | Појединачна домаћинства која имају тоалет                                                        | 90398    |
| 175 | Појединачна домаћинства која имају канализацију                                                  | 90322    |
| 176 | Појединачна домаћинства која немају канализацију                                                 | 387      |
| 177 | Појединачна домаћинства која имају електрично светло, довод воде из јавне мреже и канализацију   | 87283    |
| 178 | Појединачна домаћинства без икаквих услова                                                       | 348      |
| 179 | Појединачна домаћинства која имају радио                                                         | 79226    |
| 180 | Појединачна домаћинства која имају телевизор                                                     | 89033    |
| 181 | Појединачна домаћинства која имају фрижидер                                                      | 85087    |
| 182 | Појединачна домаћинства која имају машину за веш                                                 | 66225    |
| 183 | Појединачна домаћинства која имају аутомобил или комби                                           | 48033    |
| 184 | Појединачна домаћинства која имају рачунар                                                       | 45043    |
| 185 | Појединачна домаћинства која имају фиксну телефонску линију                                      | 63703    |
| 186 | Појединачна домаћинства која имају мобилни телефон                                               | 70139    |
| 187 | Појединачна домаћинства која имају приступ интернету                                             | 38385    |
| 188 | Величина локације                                                                                | 12       |